# Gimone
De Gimone, (Occitaans:Gimona; Gascons: jimouno) is een Zuid-Franse rivier.

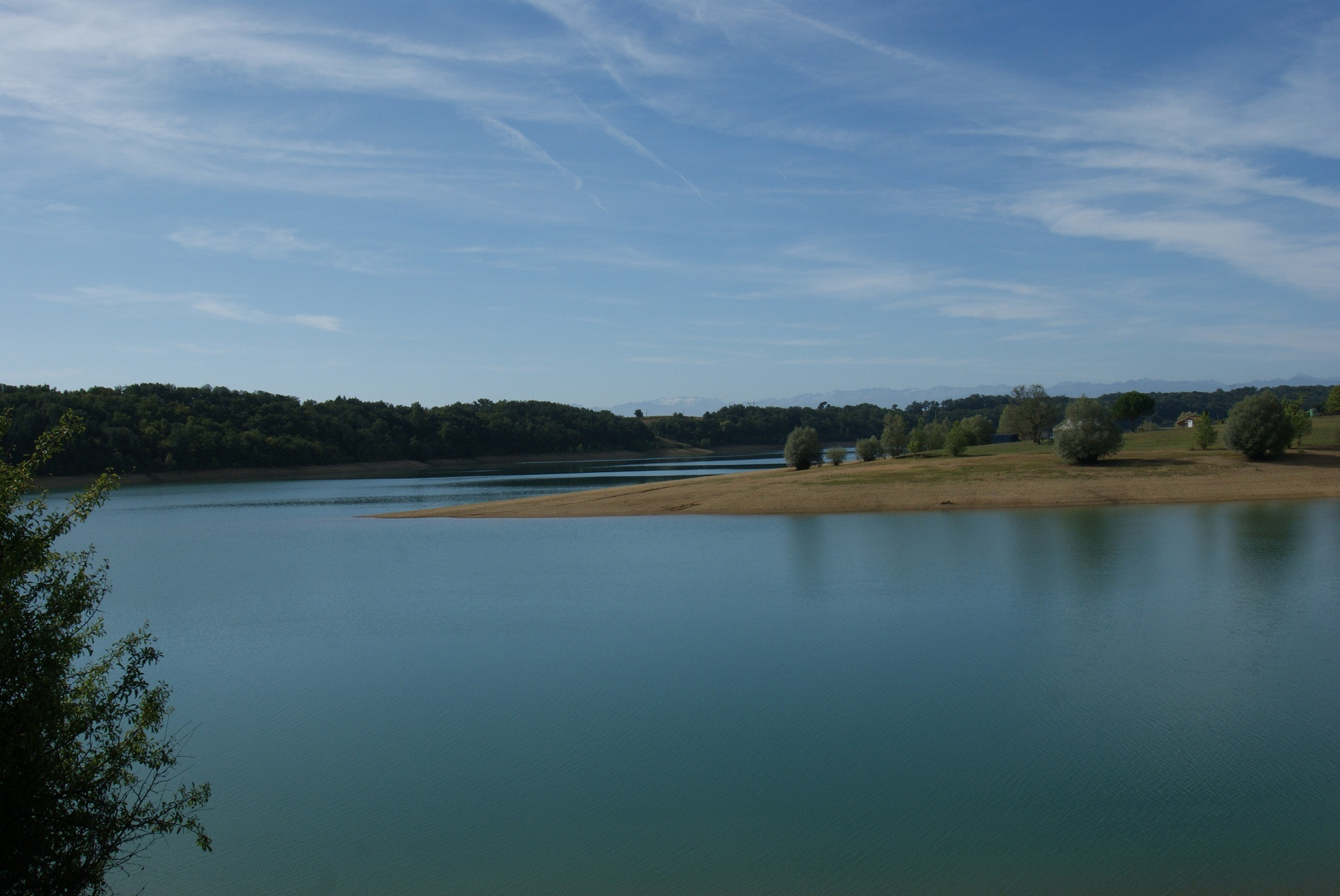
De noordzijde van het Lac de la Gimone

## Bron en loop
De Gimone heeft een lengte van 136 km. De rivier ontspringt bij Saint-Loup-en-Comminges op het plateau van Lannemezan, gelegen in het departement Hautes-Pyrénées (65), en stroomt vervolgens door de départementen Gers (32), Haute-Garonne (31) en Tarn-et-Garonne (82). Het is een zijrivier van de Garonne. Zij mondt bij Castelsarrasin in de linkeroever van die rivier uit. Bij Saint-Blancard in Gers is een stuwmeer in de Gimone, het Lac de la Gimone.

### Gemeenten aan de Gimone
| - Boulogne-sur-Gesse - Péguilhan - Lalanne-Arqué - Lunax - Saint-Blancard | - Nénigan - Sarcos - Monties - Puymaurin - Monbardon | - Gaujan - Simorre - Gimont - Touget - Mauvezin | - Solomiac - Beaumont-de-Lomagne - Larrazet - Lafitte |  |

### Zijrivieren van de Gimone
- Marcaoue, lengte 36.4 km
- Sarrampion, lengte 25.4 km
- Lauze, lengte 23 km